# DDR-Oberliga 1959
In 1959 werd het elfde seizoen van de DDR-Oberliga gespeeld, de hoogste klasse van de DDR. SC Wismut Karl-Marx-Stadt werd kampioen. Het seizoen begon op 8 maart en eindigde op 28 november. Door de degradatie van SC Chemie Halle en de promotie van Chemie Zeitz en Lokomotive Stendal verminderde het aantal sportclubs voor het eerst in vijf jaar.

## Seizoensverloop

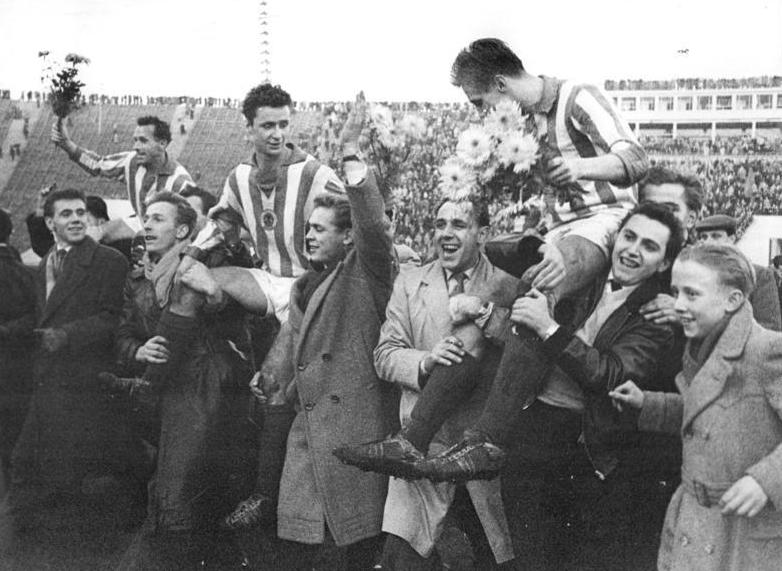
Wismut spelers en fans vieren op de laatste speeldag de titel.

De beslissing om de titel viel pas op de laatste speeldag. Wismut Karl-Marx-Stadt had wel twee punten voorsprong op Vorwärts Berlin maar kon de titel nog verspelen. Een overwinning op Lokomotive Leipzig en een uitschuiver van Vorwärts bij Erfurt zorgden voor een ruime marge waarbij de club voor de derde keer de landstitel verwierf. Vorwärts verloor de titel, onder andere doordat twee van de beste spelers (Horst Assmy en Rolf Fritzschke) naar het westen verhuisden. 
Dynamo Berlin werd derde en zou na het seizoen tegen kampioen Wismut de bekerfinale winnen. Dynamo mocht niet deelnemen aan de eerste editie van de Europacup II omdat de voetbalbond Vorwärts afvaardigde. Motor Jena werd vijfde en had dat te danken aan het gouden broederpaar Roland en Peter Ducke. 
De degradatiestrijd bleef lang spannend. Twee speeldagen voor het einde stonden Lok Stendal, Turbine Erfurt en Einheit Dresden met vijftien punten op een gedeelde laatste plaats. In een onderlinge confrontatie won Einheit van Stendal terwijl Erfurt gelijkspeelde. De laatste speeldag zou de doorslag geven en alle drie de kandidaten wonnen hun wedstrijd waardoor Einheit Dresden zich op het nippertje redde. 

### Eindstand
|     | Club                            | Wed | W  | G  | V  | Saldo | Ptn |
| --- | ------------------------------- | --- | -- | -- | -- | ----- | --- |
| 1.  | SC Wismut Karl-Marx-Stadt       | 26  | 17 | 5  | 4  | 44:25 | 39  |
| 2.  | ASK Vorwärts Berlin (K)         | 26  | 13 | 9  | 4  | 49:24 | 35  |
| 3.  | SC Dynamo Berlin                | 26  | 14 | 5  | 7  | 46:26 | 33  |
| 4.  | SC Empor Rostock                | 26  | 10 | 9  | 7  | 36:26 | 29  |
| 5.  | SC Motor Jena                   | 26  | 10 | 9  | 7  | 29:27 | 29  |
| 6.  | SC Fortschritt Weißenfels       | 26  | 10 | 7  | 9  | 36:39 | 27  |
| 7.  | SC Aktivist Brieske-Senftenberg | 26  | 8  | 8  | 10 | 36:30 | 24  |
| 8.  | BSG Motor Zwickau               | 26  | 9  | 6  | 11 | 30:32 | 24  |
| 9.  | SC Lokomotive Leipzig           | 26  | 8  | 8  | 10 | 28:36 | 24  |
| 10. | BSG Chemie Zeitz (N)            | 26  | 9  | 6  | 11 | 42:52 | 24  |
| 11. | SC Rotation Leipzig             | 26  | 6  | 10 | 10 | 31:40 | 22  |
| 12. | SC Einheit Dresden (B)          | 26  | 4  | 11 | 11 | 23:42 | 19  |
| 13. | SC Turbine Erfurt               | 26  | 6  | 6  | 14 | 27:45 | 18  |
| 14. | BSG Lokomotive Stendal (N)      | 26  | 4  | 9  | 13 | 19:32 | 17  |

| (K) | Titelverdediger            |
| (B) | Bekerwinnaar vorig seizoen |
| (N) | Gepromoveerd               |

## Topschutters
Er vielen 476 goals wat neerkomt op 2,62 per wedstrijd. De hoogste zege behaalde Vorwärts Berlin tegen Chemie Zeitz (7:0). Ook in de wedstrijd Rotation Leipzig-Chemie Zeitz vielen er zeven doelpunten (5:2). 
|    | Speler           | Club                            | Goals |
| -- | ---------------- | ------------------------------- | ----- |
| 1. | Bernd Bauchspieß | BSG Chemie Zeitz                | 18    |
| 2. | Horst Kohle      | ASK Vorwärts Berlin             | 13    |
| 2. | Günter Schröter  | SC Dynamo Berlin                | 13    |
| 4. | Heinz Lemanczyk  | SC Aktivist Brieske-Senftenberg | 12    |

## Europese wedstrijden
Europacup I
| Ronde | Team #1       | Tot.  | Team #2                   | 1ste wed | 2de wed | 3de wed |
| ----- | ------------- | ----- | ------------------------- | -------- | ------- | ------- |
| Q     | Glenavon FC   | (w/o) | SC Wismut Karl-Marx-Stadt | /        | /       | /       |
| 1R    | SK Rapid Wien | 3 - 3 | SC Wismut Karl-Marx-Stadt | 3 - 1    | 0 - 2   | 1 - 0   |

Europacup II
| Ronde | Team #1             | Tot.  | Team #2        | 1ste wed | 2de wed |
| ----- | ------------------- | ----- | -------------- | -------- | ------- |
| Q     | ASK Vorwärts Berlin | 2 - 3 | Rode Ster Brno | 2 - 1    | 0 - 2   |

Jaarbeursstedenbeker
| Ronde | Team #1    | Tot.  | Team #2     | 1ste wed | 2de wed | 3de wed |
| ----- | ---------- | ----- | ----------- | -------- | ------- | ------- |
| 1R    | Leipzig XI | 6 - 6 | Belgrado XI | 5 - 2    | 1 - 4   | 0 - 2   |